# Leavings-Orkesteri
Das Leavings-Orkesteri ist eine finnische Band, die 2011 von den ehemaligen verbliebenen Mitgliedern der Gruppe Leevi and the Leavings gegründet wurde. Die alte Band löste sich nach dem Tod durch einen Herzinfarkt Gösta Sundqvists auf. Mitglieder sind Risto Paananen, Juha Karastie und Niklas Nylund.
2011 veröffentlichten sie ihr erstes Album Arpapeliä, das sich auf Platz 32 der finnischen Charts platzieren konnte. 2015 erschien das Album Siellä missä toisetkin, das an den Erfolg des ersten Albums nicht anknüpfen konnte. Gemeinsam mit Siiri Nordin im darauffolgenden Jahr die Single Parisuhdevakuutus. Erst mit dem Lied Tässäkö tää oli?, das mit Arttu Wiskari aufgenommen wurde, erfolgte 2020 eine erneute Chartplatzierung und am 14. Dezember die erste Doppel-Platin-Schallplatte der Gruppierung.

## Diskografie
Alben
- 2011: Arpapeliä (RCA, Sony Music)
- 2015: Siellä missä toisetkin

Singles
- 2016: Siiri Nordin & Leavings-Orkesteri - Parisuhdevakuutus
- 2020: Arttu Wiskari & Leavings-Orkesteri - Tässäkö tää oli? (FI: ×2Doppelplatin )